# شهزادگل آریوبی
شهزادگل آریوبی (زاده ۱۳۵۹ - ولایت پکتیا) سیاستمدار افغانستانی و وزیر اسبق وزارت مخابرات و تکنولوژی معلوماتی افغانستان و سفیر افغانستان در کشور چک است. وی در ۱۵ اسد/مرداد ۱۳۹۶ به عنوان سرپرست وزارت مخابرات تعیین شد و در ۱۳ قوس/آذر ۱۳۹۶ توانست رای اعتماد پارلمان را کسب کند. وی تا ۴ جوزا/خرداد ۱۳۹۸ در این سمت فعالیت داشت. وی در جوزا (خرداد) ۱۳۹۸ به عنوان سفیر افغانستان در جمهوری چک تعیین شد.

## زندگی‌نامه
شهزادگل آریوبی زاده ۱۳۵۹ از ولایت پکتیا افغانستان است. وی تحصیلات عالی خود را لیسانس در رشته اداره و تجارت و ماستری در رشته هنر (فلسفه، سیاست و اقتصاد) (Master of Art (PPE در جمهوری چک به اتمام رسانده. سابقه کاری در بستهای مختلف با نهادهای ملی و بین المللی انجام وظیفه نموده.

## منبع
1. 1 2  «بیوگرافی وزیر صاحب - وزارت مخابرات وتکنالوژی معلوماتی». بایگانی‌شده از اصلی در ۸ اکتبر ۲۰۱۷. دریافت‌شده در ۲۰۱۷-۱۰-۰۸.
2. ↑  «مجلس نمایندگان افغانستان از میان ۱۲ نامزدوزیر، تنها به یک وزیر رای اعتماد نداد». تلویزیون ۱. ۱۳ قوس ۱۳۹۶. بایگانی‌شده از اصلی در ۴ دسامبر ۲۰۱۷. دریافت‌شده در ۶ ژانویه ۲۰۱۸.
3. ↑  Afghanistan، 1TV؛ Naderi. «محمد فهیم هاشمی از سوی ریییس جمهور غنی سرپرست وزارت مخابرات گماشته شد». www.1tvnewsaf. بایگانی‌شده از اصلی در ۲ ژوئن ۲۰۱۹. دریافت‌شده در ۲۰۱۹-۰۶-۰۲.
4. ↑  "تعیین 7 سفیر جدید از سوی حکومت افغانستان". monitor.af (به انگلیسی). Archived from the original on 10 August 2020. Retrieved 2019-11-30.
5. ↑  «دولت افغانستان هفت سفیر جدید معرفی کرد». www.yjc.ir. دریافت‌شده در ۲۰۱۹-۱۱-۳۰.